# Elecciones federales de Alemania de 1990
Las elecciones federales alemanas de 1990 se llevaron a cabo el domingo 2 de diciembre de 1990 para elegir a los miembros del Bundestag de Alemania. Fueron las primeras elecciones que se celebraron en el país después de producirse la reunificación alemana y la unión con la antigua República Democrática Alemana (RDA), apenas dos meses antes. 
Tras la unión de Alemania Oriental y Alemania Occidental el 3 de octubre de 1990, el presidente del Gobierno en funciones, Helmut Kohl, decidió dar la palabra a los alemanes. Por ello, el Parlamento alemán (elegido solo por los alemanes occidentales en enero de 1987) fue disuelto y se convocaron elecciones democráticas unitarias.
La CDU ganó ampliamente las elecciones. Tras formar una coalición de gobierno con la CSU y el FDP, los tres partidos consiguieron la mayoría absoluta. Helmut Kohl, que había sido ya canciller de Alemania Occidental en la década de 1980 y que había dirigido el país en funciones desde octubre, fue designado primer canciller electo del Gobierno alemán reunificado. Por el contrario, se puede considerar que los partidos de la oposición constituyeron los principales perdedores de estos comicios. Fueron también las primeras elecciones en las que debutó el Partido del Socialismo Democrático (PDS), que logró entrar en el Bundestag.

## Contexto histórico

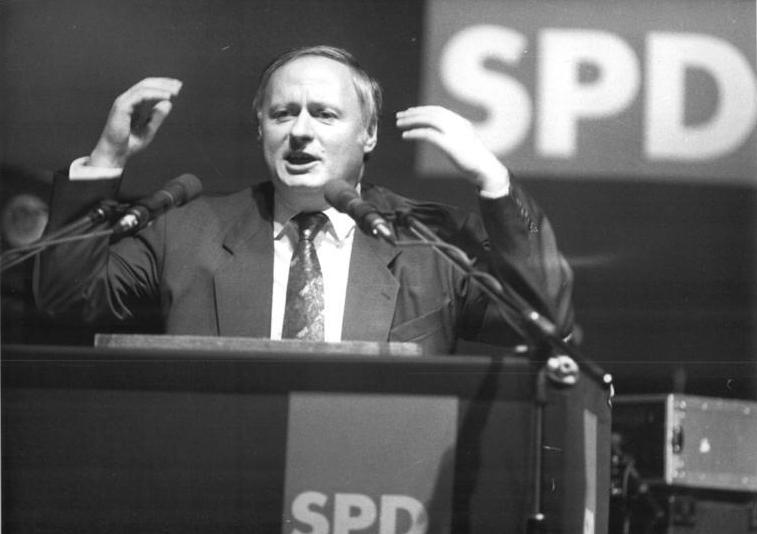
Líder del SPD Oskar Lafontaine durante la campaña electoral.

Estas fueron las primeras elecciones después de haberse producido la reunificación y por ese motivo se crearon un gran número de escaños para representar a los nuevos estados federales del este, reduciendo también el número de representantes de los estados federales del oeste. Constituían además las primeras elecciones libres celebradas en todo el territorio alemán unificado desde las elecciones de 1932, antes de la consolidación del régimen nazi. En la Alemania oriental las últimas elecciones parlamentarias habían sido en marzo de ese mismo año, y habían dado la victoria a los partidos partidarios de la unión con la República Federal de Alemania. Algunos de los antiguos partidos de la RDA se habían unido con sus homólogos de la Alemania occidental, como fue el caso de la CDU o el SPD. El canciller de la Alemania occidental, Helmut Kohl, que a finales de los años 1980 se encontraba en una difícil posición política, acorralado por enemigos fuera y dentro de su propio partido, encontró en el derrumbe de la RDA una gran baza electoral con la que poder seguir en el poder.
Durante la campaña electoral, Kohl prometió una rápida integración de los territorios la antigua República Democrática Alemana (RDA), posición que mantuvo durante los siguientes años. La euforia de dicha reunificación permitió una fácil victoria a la coalición gobernante, la cual obtuvo buenos resultados tanto en las regiones occidentales como en los territorios de la antigua RDA. La coalición gubernamental formada por la CDU/CSU y el FDP se mantuvo en el gobierno aumentando su mayoría y con Helmut Kohl como canciller federal de Alemania. Por el contrario, los grandes perdedores de los comicios fueron los partidos de la oposición. Los socialdemócratas liderados por Oskar Lafontaine obtuvieron unos resultados respetables tanto en votos (con un 33.5% del total) como escaños, pero en el cómputo global perdieron muchos votos tradicionales entre la clase media y en definitiva, no lograron obtener una fuerza parlamentaria suficiente para acceder al gobierno federal. En los nuevos estados federales del Este, el SPD apenas si consiguió cosechar un cuarto del total de votos.
Los Verdes se presentaron a las elecciones por separado, manteniendo una agrupación conjunta de Alianza 90/Los Verdes (coalición formada por el movimiento Alianza 90 y el Partido Verde de la RDA) por el Este y otra solo de Los Verdes por el Oeste, lo que llevó al partido a un grave descalabro electoral. La agrupación de Los Verdes por el Oeste no obtuvo representación parlamentaria (frente a los 44 escaños de 1987), mientras que los Verdes del Este obtuvieron 8 escaños en el Bundestag. Además está el hecho de que, a pesar de su fulgurante éxito en las anteriores elecciones de 1987, de cara a los comicios de 1990 Los Verdes occidentales se vieron lastrados por varias escisiones: el Partido Ecológico-Democrático  y Die Grauen – Graue Panther.
Estos fueron también los primeros comicios a los que concurrió el Partido del Socialismo Democrático (PDS), cuya militancia y cuadros dirigentes procedían del antiguo Partido Socialista Unificado de Alemania que había existido en la extinta RDA. A pesar del estigma de ser considerados el partido del antiguo régimen comunista, el PDS recogió el voto de los antiguos votantes comunistas en el Este y logró entrar en el Bundestag con 17 parlamentarios.

## Resultados
Los resultados fueron:
|         | Unión Demócrata Cristiana (CDU)          | 17.055.116 | 36,7%  | +2,3% | 268 | 94  | 40,5%  |  |  |  |
|         | Partido Socialdemócrata (SPD)            | 15.545.366 | 33,5%  | -3,5% | 239 | 53  | 36,1%  |  |  |  |
|         | Partido Democrático Libre (FDP)          | 5.123.233  | 11,0%  | +1,9% | 79  | 33  | 11,9%  |  |  |  |
|         | Unión Social Cristiana (CSU)             | 3.302.980  | 7,1%   | -2,7% | 51  | 2   | 7,7%   |  |  |  |
|         | Partido del Socialismo Democrático (PDS) | 1.129.578  | 2,4%   | +2,4% | 17  | 17  | 2,6%   |  |  |  |
|         | Alianza 90/Los Verdes (Este)             | 559.207    | 1,2%   | +1,2% | 8   | 8   | 1,2%   |  |  |  |
|         |                                          |            |        |       |     |     |        |  |  |  |
|         | Los Verdes (Oeste)                       | 1.788.200  | 3,8%   | -4,5% | 0   | 42  | 0,0%   |  |  |  |
|         | Los Republicanos (REP)                   | 987.269    | 2,1%   |       | 0   |     | 0,0%   |  |  |  |
|         | Los Grises-Pantera Gris (GRAUE)          | 385.910    | 0,8%   |       | 0   |     |        |  |  |  |
|         | Partido Ecológico-Democrático (ÖDP)      | 205.206    | 0,4%   |       | 0   |     |        |  |  |  |
|         | Partido Nacionaldemócrata (NPD)          | 145.776    | 0,3%   |       | 0   |     |        |  |  |  |
|         | Otros partidos                           | 227.931    | 0,6%   |       | 0   |     | 0,0%   |  |  |  |
|         | Votos inválidos/en blanco                | 540.143    | —      | —     | —   | —   | —      |  |  |  |
| Totales | Totales                                  | 46.995.915 | 100,0% |       | 662 | 143 | 100,0% |  |  |  |

Notas
Dado lo reciente de la reunificación, para estas elecciones se decidió que la cláusula del 5% se aplicara en relación con el territorio anterior a la reunificación. Esto significaba que para los partidos que se presentasen en los distritos orientales, el porcentaje de votos se calcularía utilizando como base los territorios de la Alemania occidental y la Alemania oriental. Por ese motivo, el Partido del Socialismo Democrático (PDS) y la coalición Alianza 90-Los Verdes (Este) lograron entrar en el Bundestag, a pesar de que el cómputo de votos no superaban el cinco por ciento a nivel federal (pero sí lo superaban en relación con el territorio de la antigua RDA). En el caso de los Verdes del Oeste, no superaron el 5% en el cómputo de la Alemania occidental y por eso quedaron fuera del parlamento federal.
Este sistema electoral también fue puesto en práctica en las elecciones estatales de Berlín, las cuales se realizaron en paralelo a la elección federal.